# لوغان دريك
لوغان دريك (بالإنجليزية: Logan Drake)‏ هو لاعب كرة قاعدة أمريكي، ولد في 26 ديسمبر 1899 في سبارتانبرغ في الولايات المتحدة، وتوفي في 1 يونيو 1940 في كولومبيا في الولايات المتحدة.

## وصلات خارجية
- لوغان دريك على موقعبيزبول رفرنس.كوم (الدوري الرئيسي) (الإنجليزية)